# 8868 Hjorter
A 8868 Hjorter (ideiglenes jelöléssel 1992 EE7) a Naprendszer kisbolygóövében található aszteroida. Az UESAC program keretében fedezték fel 1992. március 1-jén.